# جيرفونتا ديفيس
عبد الواحد (بالإنجليزية: Abdul Wahid)‏ (مواليد 7 نوفمبر 1994) ولد بأسم جيرفونتا ديفيس وهو ملاكم محترف أمريكي،حصل على لقب اتحاد الملاكمة العالمى في الوزن الخفيف عام 2019، وقد سبق له الحصول على لقب الاتحاد الدولى للملاكمة لوزن الريشة الفائق في عام 2017.
24 ديسمبر 2023 أعلن اعتناقه الإسلام.

## روابط خارجية
- جيرفونتا ديفيس على موقع بوكس ريك (الإنجليزية) (registration required)